# Primavera Sound
Primavera Sound é um festival de música anual realizado em Barcelona, Espanha, desde 2001, ocorrendo entre o final de maio e o início de junho. A primeira edição ocorreu no Poble Espanyol, porém, após ter sua localização movida, possui, desde 2005, o Parc del Fòrum como sede. É um dos maiores e mais visitados festivais de música europeus e o maior do Mediterrâneo.
É celebrado durante três dias no final de maio ou início de junho, e tem como objetivo divulgar as últimas tendências na música, na sua maioria independentes, particularmente do rock e pop, com a presença das bandas mais prestigiadas e DJs na cena internacional. Além de marcar o desempenho dos artistas estabelecidos, o festival oferece a possibilidade de divulgação de talentos desconhecidos do grande público.
O sucesso do festival levou a realização de um evento paralelo em 2012 no Porto, Portugal. Este evento ocorre uma semana após o festival espanhol no Parque da Cidade. Em 2022, foram inaugurados quatro novos festivais, com novas edições que foram sediadas em Los Angeles, Santiago, Buenos Aires e São Paulo.
Em setembro de 2024, o festival cancelou a edição que aconteceria na América Latina, alegando “dificuldades externas”. Originalmente, o festival estava programado para ocorrer entre os dias 30 de novembro e 1º de dezembro.